# カギュ派
カギュ派 (チベット語: བཀའ་བརྒྱུད་、ワイリー方式: bka' brgyud)は、チベット仏教の四大宗派の一つ。11世紀頃のチベットへの後伝期に翻訳されたタントラに主として従う、サルマ派（新訳派）に属する。開祖はマルパ訳経師（マルパ・ロツァワ）と弟子のミラレパであり、ミラレパ以来の伝統として「レパ」と呼ばれる在家の瑜伽行者が白い綿衣を身に纏うことから古くは「白派」と漢訳された。
後期密教の代表的な経典の一つである『勝楽タントラ』（チャクラサンヴァラ）を依経として、倶生智（くしょうち）の体得と理解を説く「マハームドラー」（大印契）を最奥義とする密教の教義や、大成就法の分類方法が古派や他派と異なる。

## 起源
11世紀頃にインドへ留学し、かつて「ナーランダの六大師」と称された大成就者ナローパに師事したマルパ訳経師と、その弟子でチベットの宗教詩人としても有名なミラレパを宗祖とする。マルパの法流は伝授の際の夢で予言された「四柱八脚」として、四人の弟子と八人の孫弟子が有名であるが、実質的にはミラレパの弟子となった出家者のガムポパ（タクポ・ラジェ）によって大成された。
法身仏である持金剛仏（ヴァジュラ・ダラ）を主尊とし、密教の「マハームドラー」という大成就法が知られる。インド後期密教を直接伝えるために無上瑜伽タントラ的要素が強く、チベット仏教の中でも最も密教色が強いと言われる。また、創成期は僧院に集う出家僧よりも、在家の行者を担い手として発展してきた。
多くの支派に分かれている。現在最も主流となっているカルマ・カギュ派は化身ラマ（転生活仏）制度を創始した。これは後にゲルク派やその他の宗派にも採り入れられた。かつてはチベット仏教界に支配的な勢力を持っていたが、ゲルク派政権（ガンデンポタン）にその座を譲ったのちは、カム地方やブータンなどに勢力を確保した。
カギュ派は多くの支派が分立して統一した組織を欠いていたが、20世紀後半に入ってダライ・ラマ14世によってカルマパ16世（カルマ黒帽ラマ）カルマ・ランジュン・リクペー・ドルジェがカギュ派全体の管長に任命された。カルマパ16世が1981年に死去した後、カルマパ17世としてウゲン・ティンレー・ドルジェが認定された。ただし、カギュ派の支派であるディクン・カギュ派などが分立を要求しているため、現在はカギュ派全体の管長は任命されていない。

## 分派
カギュ派には、大きく分けるとガムポパのタクポ・カギュ派(ワイリー方式: dwags po bka' brgyud)と、キュンポ・ケートゥプを祖とするシャンパ・カギュ派（シャン派）の二つの法系がある。ただし、シャン派は独立した教団としては現存していない。
- シャン派 (ワイリー方式: shangs pa bka' brgyud) -  大行者キュンポ・ケートゥプが創始した。マルパの直系ではないが、ナーローパの女性パートナーであったニグマの法を伝えている[2]。現在は独立した教団としては存在していないが、シャン派の教法は受け継がれており、近現代の行者としてはカル・リンポチェが有名である。

ナーローパ〜マルパの流れを汲むタクポ・カギュ派から四大分派（ツェル派、バロム派、カルマ派、パクモドゥ派）と八大支派（ディクン派、ドゥク派、タクルン派、ヤーサン派、トプ派、シュクセプ派、イェル派、マルツァン派）が生まれた。八大支派のうち、ディクン派・ドゥク派・タクルン派（いずれもパクモドゥ派から分かれた）以外は独立した教団としては現存しない。
- カルマ・カギュ派 (ワイリー方式: karma bka' brgyud) -カギュ派の中の最大支派。ガムポパの弟子トゥースム・キェンパに始まる。たんにカルマ派とも。カルマパ化身ラマ（カルマ黒帽ラマ、ギャルワ・カルマパともいう）を教主とする。総本山はツルプ寺。カルマパの他に、シャマル・リンポチェ（カルマ紅帽化身ラマ、カルマ赤帽化身ラマともいう）、シトゥ・リンポチェ、ゲルツァプ・リンポチェ、パオ・リンポチェの四つの化身ラマの系譜を有し、カルマパの遷化から次代のカルマパが即位するまでの間はこの4名跡の化身ラマが摂政団を形成して集団指導体制をとる。ただ、カルマパ17世の認定に当たって摂政団の意見が対立し、カルマパ17世が複数存在するとともに、カルマ・カギュ派はふたつに分裂した。その後、2017年になって対立カルマパ17世であったティンレー・タイェ・ドルジェが結婚により僧位を放棄したが、その後も「カルマパ十七世」名義での活動は続けており[4]、故にこの「僧位の放棄=比丘戒の返上」により「カルマ・カギュ派の分裂は終息に向かうことになった」と見るのは早計である。
  - カルマ・カギュ派の多数派[5]　-カルマパ17世としてウゲン・ティンレー・ドルジェを選出し、ダライ・ラマ14世と中国政府の承認を得た。カルマパ17世ウゲン・ティンレー・ドルジェはチベット本国にとどまって中国政府の厚遇を受けていた。しかし、ウゲン・ティンレー・ドルジェは2000年に中国支配下のチベットのツルプ寺を脱出し、インドに亡命したことで世界を驚かせた。ウゲン・ティンレー・ドルジェのインドにおける座所はギュトー寺となっている。
  - カルマ・カギュ派の少数派（シャマル派、ワイリー方式: zhwa dmar pa）[6] -カルマ・カギュ派の摂政筆頭（副教主）であったシャマル・リンポチェ14世ミパム・チューキ・ロドゥは多数派によって擁立されたカルマパ17世ウゲン・ティンレー・ドルジェを支持せず、別の候補者であったティンレー・タイェ・ドルジェをカルマパ17世として即位させた。ティンレー・タイェ・ドルジェは主として欧米において活動した。2014年6月11日、シャマルパ14世ミパム・チューキ・ロドゥは遷化した。さらに2017年3月25日、対立カルマパ17世であったティンレー・タイェ・ドルジェはインドのニューデリーで女性と結婚式を挙げ、僧位を放棄することを宣言した[7]。その際、ティンレー・タイェ・ドルジェは「結婚する（そして僧位を捨てる）という私の決断が、私自身だけではなく、（カルマパの）名跡にも良い影響をもたらすという思いを強く、心の底から抱いている」と述べている。しかしタイェ・ドルジェ系カルマ派の公式サイトでは、その後もタイェ・ドルジェは「第十七世ギャルワ=カルマパ」の名義を保ち続けている[4]。
- ツェルパ・カギュ派 (ワイリー方式: tshal pa bka' brgyud) - 総本山はツェルグンダン寺。ガムポパの弟子ツゥンドゥー・タクパに始まる。
- ディクン・カギュ派 (ワイリー方式: 'bri gung bka' brgyud) - 総本山はディグンティ寺（インドではチャンチュブリン寺）。ドルジェ・ギェルポ（ガムポパの弟子、パクモドゥ派の派祖）の弟子リンチェン・ベルに始まる。2人の化身ラマが交代で管長（チェンガ）を務めていたが、現在は第36代管長のディクン・チョン=ツァン・リンポチェが中国支配下のチベットのディグンティ寺に在住し、第37代のディクン・チェ=ツァン・リンポチェがインドに亡命してそこにチャンチュプリン寺を建設し、在住している。日本にも、拠点施設として「京都寶吉祥仏法センター」[注 4]を持つ。また日本ガルチェン協会が活動している。[8]。
- パクモドゥ・カギュ派 (ワイリー方式: phag mo gru bka' brgyud) - ガムポパの弟子ドルジェギェルポに始まる。14〜15世紀頃、中央チベットの支配権を握った（パクモドゥパ政権）。
- ドゥクパ・カギュ派 (ワイリー方式: 'brug pa bka' brgyud) -  リンレーパ（ドルジェギェルポの弟子）の弟子のツァンパ・ギャレー、イェシェー・ドルジェに始まる。南ドゥク派（ロ・ドゥク派）はブータンの国教。1616年、ドゥク派は第16代教主の座をめぐって内紛を起こし、南ドゥク派と北ドゥク派の2派に分裂した。これは、それまで座主職を相伝してきたギャ氏からガワン・ナムゲルが立ったのに対して、反対派が「15世の化身ラマ」を推戴したことによる。この政争に敗れたガワン・ナムゲルは南方のモン地方に移り、そこにおいて政権を樹立した。これがブータン国家（「ドゥク・ユル」）の起源となる。